# 津田裕子
津田 裕子（つだ ひろこ、1948年 - ）は、日本の彫刻家。二科会評議員、女子美術大学名誉教授。

## 来歴
東京都杉並区出身。女子美術大学付属高等学校・中学校、女子美術短期大学（現・女子美術大学短期大学部）造形科彫塑教室卒業。女子美で桑原巨守に師事。
第62回二科展特選（1977年）、第63回安田火災美術財団激励賞（現・損保ジャパン美術財団選抜奨励賞）、第69回二科展会友賞を受賞し、二科会会員に推挙（1987年）。第3回高村光太郎賞箱根彫刻の森美術館賞、第10回安田火災美術財団奨励賞展記念特別賞受賞（1991年）。
1991年から1992年まで女子美術大学海外研究員としてフランチェスコ・メッシーナ美術館（ミラノ）へ留学。女子美術大学彫塑研究室助教授を経て、2001年から女子美術大学芸術学部美術学科立体アート専攻教授。2010年から2012年まで日本美術家連盟彫刻部委員。
第87回二科展彫刻部会員賞（2002年）、第93回二科展彫刻部ローマ賞（2008年）、第99回二科展彫刻部文部科学大臣賞を受賞（2014年）。2014年に女子美術大学名誉教授の称号を得る。
裸婦像や華奢な女性像を中心に作品を発表している。

## 主な作品設置・収蔵
- 女子美術大学
- 韮崎大村美術館
- 国立国会図書館
- 有明テニスの森公園
- 帝国ホテル
- 杉並区役所
- 伊東市庁舎
- パセオ470
- 神宮東公園
- 福井市本町通り
- APEC彫刻公園（マニラ）

## 作品集
- THE SCULPTURES HIROKO TSUDA（2010年、女子美術大学アイシス、ISBN 978-4-9904978-0-4）